# Гаррісон (округ Повелл, Монтана)
Гаррісон (англ. Garrison) — переписна місцевість (CDP) в США, в окрузі Повелл штату Монтана. Населення — 115 осіб (2020).

## Географія
Гаррісон розташований за координатами 46°32′25″ пн. ш. 112°49′0″ зх. д. / 46.54028° пн. ш. 112.81667° зх. д. (46.540193, -112.816758).  За даними Бюро перепису населення США в 2010 році переписна місцевість мала площу 24,96 км², з яких 24,95 км² — суходіл та 0,01 км² — водойми.

## Демографія
Згідно з переписом 2010 року, у переписній місцевості мешкало 96 осіб у 48 домогосподарствах у складі 27 родин. Густота населення становила 4 особи/км².  Було 61 помешкання (2/км²).
Расовий склад населення:
| - 91,7 % — білих - 5,2 % — корінних американців |

До двох чи більше рас належало 3,1 %. Частка іспаномовних становила 1,0 % від усіх жителів.
За віковим діапазоном населення розподілялося таким чином: 16,7 % — особи молодші 18 років, 67,7 % — особи у віці 18—64 років, 15,6 % — особи у віці 65 років та старші. Медіана віку мешканця становила 51,8 року. На 100 осіб жіночої статі у переписній місцевості припадало 134,1 чоловіків;  на 100 жінок у віці від 18 років та старших — 150,0 чоловіків також старших 18 років.
Середній дохід на одне домашнє господарство  становив 52 121 долар США (медіана — 38 750), а середній дохід на одну сім'ю — 63 495 доларів (медіана — 39 063). За межею бідності перебувало 5,3 % осіб, у тому числі 0,0 % дітей у віці до 18 років та 11,1 % осіб у віці 65 років та старших.
Цивільне працевлаштоване населення становило 21 осіб. Основні галузі зайнятості: освіта, охорона здоров'я та соціальна допомога — 33,3 %, сільське господарство, лісництво, риболовля — 28,6 %, роздрібна торгівля — 14,3 %, мистецтво, розваги та відпочинок — 14,3 %.